# Myomimus setzeri
El lirón persa (Myomimus setzeri) es una especie de roedor esciuromorfo de la familia Gliridae.

## Distribución
Es  endémico de Irán.  